# Xã Victor, Michigan
Xã Victor (tiếng Anh: Victor Township) là một xã thuộc quận Clinton, tiểu bang Michigan, Hoa Kỳ. Năm 2010, dân số của xã này là 3.460 người.